# Telewizja Silesia
Telewizja Silesia (TVS) est une chaîne de télévision régionale privée polonaise émettant à destination de la Silésie. 
Lancée le 29 mars 2008, elle diffuse des émissions de proximité, des informations locales (Silesia Informacje), des chroniques culturelles, des émissions de divertissement, des clips ainsi que des concerts.
Les émissions de TVS débutent chaque jour à 7 heures du matin par une retransmission en direct de Radio Silesia (grâce à une caméra placée dans les studios de la station), les programmes proprement dits ne commençant qu'à partir de 11 heures (chroniques locales et téléachat). La chaîne diffuse un premier journal télévisé à 17 heures 45 (Silesia Informacje), repris à plusieurs reprises au cours de la soirée et de la nuit.
TVS peut être reçue en clair par satellite dans toute l'Europe par l'intermédiaire du satellite Hot Bird (Eutelsat) positionné à 13° est. Elle est diffusée en Amérique du Nord via le satellite Anik F3 dans le cadre du bouquet Dish Network. La chaîne est également reprise par certains réseaux câblés polonais.